# La señora Muerte
La señora Muerte es una película de terror corporal mexicana de 1969 dirigida por Jaime Salvador y protagonizada por John Carradine, Regina Torné y Elsa Cárdenas. Esta película fue lanzada en el mercado anglosajón con los títulos de Madame Death en los Estados Unidos y The Death Woman en el Reino Unido. Carradine fue doblado al español por el actor Víctor Alcocer.

## Argumento
Cuando su esposo anciano muere repentinamente, y ella a su vez es afectada por una condición que le desfigura la mitad de su rostro, Marlene, una empresaria de modas, se ve obligada a recurrir al Dr. Favel, un científico loco que le dice que la solución a ambos predicamentos es que le lleve sangre fresca de mujeres jóvenes, convirtiendo a Marlene en una asesina serial.

## Reparto
- John Carradine como Dr. Favel.
- Víctor Alcocer como la voz del Dr. Favel (no acreditado).[8]
- Regina Torné como Marlene.
- Elsa Cárdenas como Julie.
- Miguel Ángel Álvarez como Tony Winter.
- Isela Vega como Lisa.
- Víctor Junco como Andrés.
- Carlos Ancira como Laor.
- Mario Orea como Doctor.
- Alicia Ravel
- Patricia Ferrer como Víctima del museo de cera.
- Carlos Ortigosa
- Tito Novaro como Pianista en desfile de modas.
- Nathanael León (no acreditado)
- Lucrecia Muñoz (no acreditada)
- Fernando Osés como Tte. Henry (no acreditado).
- Cristina Rubiales (no acreditada).
- Marcelo Villamil como Hombre en desfile de moda (no acreditado).